# Campeonato dos Quatro Continentes de Patinação Artística no Gelo de 2017
O Campeonato dos Quatro Continentes de Patinação Artística no Gelo de 2017 foi a décima nona edição da competição, um evento anual de patinação artística no gelo organizado pela União Internacional de Patinação (em inglês:  International Skating Union) onde os patinadores artísticos competem pelo título de campeão dos quatro continentes. Os quatro continentes do nome da competição se referem às Américas, África, Ásia e Oceania. A competição foi disputada entre os dias 15 de fevereiro e 19 de fevereiro, na cidade de Gangneung, Coreia do Sul.

## Eventos
- Individual masculino
- Individual feminino
- Duplas
- Dança no gelo

## Medalhistas
| Evento                        | Ouro                               | Prata                                            | Bronze                                           |
| Individual masculino detalhes | Nathan Chen · Estados Unidos       | Yuzuru Hanyu · Japão                             | Shoma Uno · Japão                                |
| Individual feminino detalhes  | Mai Mihara · Japão                 | Gabrielle Daleman · Canadá                       | Mirai Nagasu · Estados Unidos                    |
| Duplas detalhes               | Sui Wenjing · Han Cong · China     | Meagan Duhamel · Eric Radford · Canadá           | Liubov Ilyushechkina · Dylan Moscovitch · Canadá |
| Dança no gelo detalhes        | Tessa Virtue · Scott Moir · Canadá | Maia Shibutani · Alex Shibutani · Estados Unidos | Madison Chock · Evan Bates · Estados Unidos      |

## Resultados

### Individual masculino
| Pos.                                                  | Nome                       | Nacionalidade  | Pontos | PC         | PL          |
| ----------------------------------------------------- | -------------------------- | -------------- | ------ | ---------- | ----------- |
| Medalha de ouro                                       | Nathan Chen                | Estados Unidos | 307.46 | 103.12 (1) | 204.34 (2)  |
| Medalha de prata                                      | Yuzuru Hanyu               | Japão          | 303.71 | 97.04 (3)  | 206.67 (1)  |
| Medalha de bronze                                     | Shoma Uno                  | Japão          | 288.05 | 100.28 (2) | 187.77 (3)  |
| 4                                                     | Patrick Chan               | Canadá         | 267.98 | 88.46 (5)  | 179.52 (4)  |
| 5                                                     | Jin Boyang                 | China          | 267.51 | 91.33 (4)  | 176.18 (5)  |
| 6                                                     | Jason Brown                | Estados Unidos | 245.85 | 80.77 (9)  | 165.08 (6)  |
| 7                                                     | Misha Ge                   | Uzbequistão    | 239.41 | 81.85 (8)  | 157.56 (8)  |
| 8                                                     | Nam Nguyen                 | Canadá         | 237.08 | 72.99 (13) | 164.09 (7)  |
| 9                                                     | Grant Hochstein            | Estados Unidos | 235.72 | 81.94 (7)  | 153.78 (9)  |
| 10                                                    | Yan Han                    | China          | 235.45 | 84.08 (6)  | 151.37 (10) |
| 11                                                    | Brendan Kerry              | Austrália      | 227.39 | 78.11 (10) | 149.28 (11) |
| 12                                                    | Kevin Reynolds             | Canadá         | 222.31 | 76.36 (12) | 145.95 (12) |
| 13                                                    | Keiji Tanaka               | Japão          | 220.18 | 77.55 (11) | 142.63 (13) |
| 14                                                    | Michael Christian Martinez | Filipinas      | 214.15 | 72.47 (14) | 141.68 (14) |
| 15                                                    | Julian Zhi Jie Yee         | Malásia        | 202.67 | 72.21 (15) | 130.46 (16) |
| 16                                                    | Lee Si-hyeong              | Coreia do Sul  | 195.72 | 65.40 (17) | 130.32 (17) |
| 17                                                    | Kim Jin-seo                | Coreia do Sul  | 195.05 | 64.26 (18) | 130.79 (15) |
| 18                                                    | Lee June-hyoung            | Coreia do Sul  | 187.58 | 67.55 (16) | 120.03 (18) |
| 19                                                    | Chih-I Tsao                | Taipé Chinesa  | 169.63 | 51.02 (22) | 118.61 (19) |
| 20                                                    | Andrew Dodds               | Austrália      | 162.05 | 60.17 (19) | 101.88 (21) |
| 21                                                    | Mark Webster               | Austrália      | 160.03 | 54.92 (20) | 105.11 (20) |
| 22                                                    | Leslie Man Cheuk Ip        | Hong Kong      | 146.74 | 52.86 (21) | 93.88 (22)  |
| 23                                                    | Kai Xiang Chew             | Malásia        | 138.46 | 47.38 (23) | 91.08 (23)  |
| 24                                                    | Micah Tang                 | Taipé Chinesa  | 135.79 | 46.41 (24) | 89.38 (24)  |
| Não avançaram para a patinação livre / programa longo |                            |                |        |            |             |
| 25                                                    | Harry Hau Yin Lee          | Hong Kong      | —      | 45.27 (25) |             |
| 26                                                    | Harrison Jon-Yen Wong      | Hong Kong      | —      | 45.12 (26) |             |

### Individual feminino
| Pos.              | Nome                 | Nacionalidade  | Pontos | PC         | PL          |
| ----------------- | -------------------- | -------------- | ------ | ---------- | ----------- |
| Medalha de ouro   | Mai Mihara           | Japão          | 200.85 | 66.51 (4)  | 134.34 (1)  |
| Medalha de prata  | Gabrielle Daleman    | Canadá         | 196.91 | 68.25 (1)  | 128.66 (3)  |
| Medalha de bronze | Mirai Nagasu         | Estados Unidos | 194.95 | 62.91 (5)  | 132.04 (2)  |
| 4                 | Kaetlyn Osmond       | Canadá         | 184.17 | 68.21 (2)  | 115.96 (6)  |
| 5                 | Choi Da-bin          | Coreia do Sul  | 182.41 | 61.62 (6)  | 120.79 (4)  |
| 6                 | Mariah Bell          | Estados Unidos | 177.10 | 61.21 (7)  | 115.89 (7)  |
| 7                 | Li Zijun             | China          | 177.05 | 60.37 (8)  | 116.68 (5)  |
| 8                 | Elizabet Tursynbaeva | Cazaquistão    | 176.65 | 66.87 (3)  | 109.78 (11) |
| 9                 | Wakaba Higuchi       | Japão          | 172.05 | 58.83 (10) | 113.22 (9)  |
| 10                | Rika Hongo           | Japão          | 167.42 | 59.16 (9)  | 108.26 (13) |
| 11                | Alaine Chartrand     | Canadá         | 167.12 | 53.64 (14) | 113.48 (8)  |
| 12                | Karen Chen           | Estados Unidos | 166.82 | 55.60 (12) | 111.22 (10) |
| 13                | Li Xiangning         | China          | 164.85 | 55.73 (11) | 109.12 (12) |
| 14                | Brooklee Han         | Austrália      | 152.05 | 48.44 (16) | 103.61 (14) |
| 15                | Zhao Ziquan          | China          | 147.37 | 49.97 (15) | 97.40 (15)  |
| 16                | Kailani Craine       | Austrália      | 136.91 | 54.70 (13) | 82.21 (17)  |
| 17                | Amy Lin              | Taipé Chinesa  | 125.02 | 45.40 (18) | 79.62 (19)  |
| 18                | Maisy Ma             | Hong Kong      | 124.65 | 43.55 (19) | 81.10 (18)  |
| 19                | Son Suh-hyun         | Coreia do Sul  | 122.35 | 38.61 (22) | 83.74 (16)  |
| 20                | Chloe Ing            | Singapura      | 120.18 | 41.61 (21) | 78.57 (20)  |
| 21                | Shuran Yu            | Singapura      | 118.40 | 43.26 (20) | 75.14 (21)  |
| WD                | Kim Na-hyun          | Coreia do Sul  | —      | 45.95 (17) | — (WD)      |
| WD                | Michaela Du Toit     | África do Sul  | —      | 33.39 (23) | — (WD)      |

### Duplas
| Pos.              | Nome                                       | Nacionalidade  | Pontos | PC         | PL          |
| ----------------- | ------------------------------------------ | -------------- | ------ | ---------- | ----------- |
| Medalha de ouro   | Sui Wenjing / Han Cong                     | China          | 225.03 | 80.75 (1)  | 144.28 (1)  |
| Medalha de prata  | Meagan Duhamel / Eric Radford              | Canadá         | 212.23 | 74.31 (3)  | 137.92 (2)  |
| Medalha de bronze | Liubov Ilyushechkina / Dylan Moscovitch    | Canadá         | 205.31 | 73.04 (4)  | 132.27 (4)  |
| 4                 | Yu Xiaoyu / Zhang Hao                      | China          | 203.40 | 75.20 (2)  | 128.20 (5)  |
| 5                 | Peng Cheng / Jin Yang                      | China          | 202.92 | 66.44 (7)  | 136.48 (3)  |
| 6                 | Alexa Scimeca Knierim / Chris Knierim      | Estados Unidos | 193.91 | 69.10 (6)  | 124.81 (6)  |
| 7                 | Kirsten Moore-Towers / Michael Marinaro    | Canadá         | 192.35 | 70.89 (5)  | 121.46 (7)  |
| 8                 | Haven Denney / Brandon Frazier             | Estados Unidos | 179.45 | 63.39 (8)  | 116.06 (8)  |
| 9                 | Ashley Cain / Timothy Leduc                | Estados Unidos | 168.87 | 62.58 (9)  | 106.27 (10) |
| 10                | Sumire Suto / Francis Boudreau-Audet       | Japão          | 164.96 | 58.14 (10) | 106.82 (9)  |
| 11                | Ekaterina Alexandrovskaya / Harley Windsor | Austrália      | 154.10 | 56.10 (11) | 98.00 (11)  |
| 12                | Kim Su-yeon / Kim Hyung-tae                | Coreia do Sul  | 140.68 | 49.88 (13) | 90.80 (12)  |
| 13                | Miu Suzaki / Ryuichi Kihara                | Japão          | 130.85 | 50.48 (12) | 80.37 (14)  |
| 14                | Ji Min-ji / Themistocles Leftheris         | Coreia do Sul  | 129.19 | 45.81 (14) | 83.38 (13)  |
| 15                | Kim Kyu-eun / Alex Kang-chan Kam           | Coreia do Sul  | 118.91 | 41.06 (15) | 77.85 (15)  |

### Dança no gelo
| Pos.              | Nome                                 | Nacionalidade  | Pontos | DC         | DL         |
| ----------------- | ------------------------------------ | -------------- | ------ | ---------- | ---------- |
| Medalha de ouro   | Tessa Virtue / Scott Moir            | Canadá         | 196.95 | 79.75 (1)  | 117.20 (1) |
| Medalha de prata  | Maia Shibutani / Alex Shibutani      | Estados Unidos | 191.85 | 76.59 (2)  | 115.26 (2) |
| Medalha de bronze | Madison Chock / Evan Bates           | Estados Unidos | 185.58 | 74.67 (3)  | 110.91 (3) |
| 4                 | Madison Hubbell / Zachary Donohue    | Estados Unidos | 180.82 | 73.79 (4)  | 107.03 (6) |
| 5                 | Kaitlyn Weaver / Andrew Poje         | Canadá         | 180.09 | 71.15 (5)  | 108.94 (4) |
| 6                 | Piper Gilles / Paul Poirier          | Canadá         | 170.14 | 61.21 (7)  | 108.93 (5) |
| 7                 | Wang Shiyue / Liu Xinyu              | China          | 154.23 | 61.45 (6)  | 92.78 (7)  |
| 8                 | Yura Min / Alexander Gamelin         | Coreia do Sul  | 144.69 | 59.01 (8)  | 85.68 (8)  |
| 9                 | Kana Muramoto / Chris Reed           | Japão          | 140.38 | 57.80 (9)  | 82.58 (9)  |
| 10                | Cheng Hong / Zhao Yan                | China          | 128.55 | 51.34 (11) | 77.21 (10) |
| 11                | Song Linshu / Sun Zhuoming           | China          | 124.59 | 51.60 (10) | 72.99 (11) |
| 12                | Emi Hirai / Marien De La Asuncion    | Japão          | 121.71 | 49.35 (12) | 72.36 (12) |
| 13                | Lee Ho-jung / Richard Kang-in Kam    | Coreia do Sul  | 112.42 | 44.57 (13) | 67.85 (13) |
| 14                | Adele Morrison / Demid Rokachev      | Austrália      | 96.35  | 37.87 (14) | 58.48 (14) |
| 15                | Matilda Friend / William Badaoui     | Austrália      | 89.29  | 32.75 (16) | 56.54 (15) |
| 16                | Kimberley Hew-Low / Timothy Mckernan | Austrália      | 84.97  | 33.54 (15) | 51.43 (16) |

## Quadro de medalhas
| Ordem | País           | Medalha de ouro | Medalha de prata | Medalha de bronze |    | Ordem por total |
| ----- | -------------- | --------------- | ---------------- | ----------------- | -- | --------------- |
| 1     | Canadá         | 1               | 2                | 1                 | 4  | 1               |
| 2     | Estados Unidos | 1               | 1                | 2                 | 4  | 1               |
| 3     | Japão          | 1               | 1                | 1                 | 3  | 3               |
| 4     | China          | 1               |                  |                   | 1  | 4               |
| TOTAL | TOTAL          | 4               | 4                | 4                 | 12 | —               |